# Перкинс, Трой
Трой А́лан Пе́ркинс (англ. Troy Alan Perkins; родился 29 июля 1981 года в Спрингфилде, Огайо, США) — американский футболист, выступавший на позиции вратаря. Известен по выступлениям за клубы «Монреаль Импакт», «Портленд Тимберс», «Ди Си Юнайтед» и сборную США.

## Клубная карьера

### Карьера в университетских командах
Перкинс является выпускником средней школы Томаса Уортингтона, одноименного города. После окончания учебного заведения поступил в Южно-Флоридский университет, где начал выступать за университетский футбольный клуб «Саут Флорида Буллз». С новой командой Трой занимает третье место в Университетской футбольной лиге в 2001 году, а в 2002 выигрывает серебряные медали. На старших курсах его приглашают в команду Университета Эвансвилла, куда он и переходит в 2003 году. В 19 матчах за «асов» Перкинс пропустил 21 гол. Также он выступал за любительскую команду «Кейп-Код Крусейдерс» в 2002 и 2003 годах.

### «Ди Си Юнайтед»
После окончания сезона 2003 года, Трой остался без контракта. В 2004 году в его услугах заинтересовалась команда MLS «Ди Си Юнайтед». Голкипер подписал с «Юнайтед» контракт и сразу же был отдан в аренду в «Нортерн Верджиния Ройалс». Вратари «орлов» Ник Римандо и Даг Уоррен потеряли доверие тренера и после возвращения из аренды, шанс был предоставлен Перкинсу. Трой оправдал доверие, в первом сезоне он провел за клуб 16 матчей, пропуская в среднем 1,6 гола за игру. Несмотря на уверенную игру Перкинса, команда выступала не важно и в конце сезона Троя сменил в воротах Ник Римандо.
В начале 2005 года Перкинс для поддержания формы тренировался с командами английской Премьер-лиги, «Болтоном» и «Эвертоном».
В сезоне 2006 года, Перкинс был основным вратарем «Ди Си Юнайтед» и принял участие в тридцати двух матчах. В том же сезоне его признают Лучшим Вратарем года в MLS и Трой принимает участие в «матче всех звёзд» против лондонского «Челси».

### «Волеренга»
20 декабря 2007 года Перкинс подписывает 5-летний контракт с норвежской «Волеренгой» и становится первым американцем, подписавшим контракт с норвежским клубом. Трой принимает такое решение из-за того, что «Ди Си Юнайтед» подписывают нового вратаря Зака Уэллса. За полтора года в Норвегии Перкинс принимает участие в 53 матчах Типпелиги и становится настоящим любимцем местных болельщиков. В составе «Волеренги» Трой становится обладателем Кубка Норвегии.

### Возвращение в «Ди Си Юнайтед»
13 января 2010 года, в результате перераспределения денежных средств от обмена полузащитника «Филадельфия Юнион» Фреда на драфте, у «Ди Си Юнайтед» появилась возможность вернуть Перкинса. Несколько французских клубов и голландский «Фейеноорд» проявляли интерес к Трою, но до конкретных действий дело не дошло и вратарь вернулся в столичную команду. На этот раз Перкинс пришёл в ранге основного голкипера и принял участие во всех 22 матчах сезона.

### «Портленд Тимберс»
17 декабря 2010 года был обменян в новообразованный «Портленд Тимберс» на Стива Кронина. Несмотря на то, что Трой пришёл в команду в качестве основного вратаря, он пропускает первые шесть матчей чемпионата из-за травмы полученной на тренировке. Свой дебютный матч Перкинс провёл 24 апреля 2011 года против «Лос-Анджелес Гэлакси». 28 ноября того же года Трой подписывает новый контракт с командой.

### «Монреаль Импакт»
Сезон 2012 Трой начал в «Тимберс», однако 7 августа 2012 обменян в «Монреаль Импакт» на ямайского ветерана Донована Рикеттса. 13 августа 2012 года Трой дебютировал за новый клуб в матче против «Нью-Ингланд Революшн». В 2013 и 2014 годах Трой дважды помог «Монреалю» выиграть первенство Канады.

### «Сиэтл Саундерс»
13 января 2015 года на драфте возвращения Перкинс, оставшийся без контракта, был выбран клубом «Сиэтл Саундерс». 11 января 2016 года Перкинс объявил о завершении карьеры и вхождении в тренерский штаб академии клуба в качестве тренера вратарей.

## Международная карьера
21 января 2009 года Перкинс дебютировал за сборную США в матче против сборной Швеции. В 2009 году в составе национальной команды Трой завоевал серебряные медали Золотого Кубка КОНКАКАФ. На турнире он сыграл в матчах против сборных Панамы, Мексики, Гренады и дважды Гондураса.

### Матчи за сборную
| №  | Дата           | Место                                              | Противник | Результат | Соревнование                |
| -- | -------------- | -------------------------------------------------- | --------- | --------- | --------------------------- |
| 1. | 21 января 2009 | Хоум Дипо Сентер, Карсон, США                      | Швеция    | 3:2       | Товарищеский матч           |
| 2. | 5 июля 2009    | Джайентс Стэдиум, Ист-Ратерфорд, США               | Гренада   | 0:4       | Золотой кубок КОНКАКАФ 2009 |
| 3. | 9 июля 2009    | Роберт Ф. Кеннеди Мемориэл Стэдиум, Вашингтон, США | Гондурас  | 2:0       | Золотой кубок КОНКАКАФ 2009 |
| 4. | 19 июля 2009   | Линкольн-файненшел-филд, Филадельфия, США          | Панама    | 2:1       | Золотой кубок КОНКАКАФ 2009 |
| 5. | 24 июля 2009   | Солджер Филд, Чикаго, США                          | Гондурас  | 0:2       | Золотой кубок КОНКАКАФ 2009 |
| 6. | 26 июля 2009   | Джайентс Стэдиум, Ист-Ратерфорд, США               | Мексика   | 0:5       | Золотой кубок КОНКАКАФ 2009 |
| 7. | 24 января 2010 | Хоум Дипо Сентер, Карсон, США                      | Гондурас  | 1:3       | Товарищеский матч           |

## Достижения
Командные
 «Ди Си Юнайтед»
- MLS Supporters' Shield — 2007

 «Волеренга»
- Обладатель Кубка Норвегии — 2007

 «Монреаль Импакт»
- Первенство Канады по футболу — 2013
- Первенство Канады по футболу — 2014

Международные
 США
- Золотой кубок КОНКАКАФ — 2009

Индивидуальные
- Вратарь года в MLS — 2006

## Личная жизнь
Будучи резервным вратарем «Ди Си Юнайтед», Перкинс работал в магазине спортивных товаров, а в 2006 году он устроился менеджером по ипотечному кредитованию. По словам вратаря таким образом он создает для себя безопасное будущее после окончания футбольной карьеры.
В одном из интервью Трой назвал причины, по которым он покинул «Волеренгу» и не пожелал остаться в Европе. Основная причина это невозможность супруги вратаря приспособиться к жизни в Норвегии.
В январе 2017 года Перкинс был принят на службу в полицию в качестве офицера департамента полиции Кенневика.